# Agorius lindu
Agorius lindu là một loài nhện trong họ Salticidae.
Loài này thuộc chi Agorius. Agorius lindu được Jerzy Prószyński miêu tả năm 2009.